# Coptosia mimeuri
Coptosia mimeuri là một loài bọ cánh cứng trong họ Cerambycidae.